# ㄽ
ㄽ(리을시옷, 문화어: 리을시읏)은 한글 낱자의 ㄹ과 ㅅ을 합쳐 놓은 것이다. 받침에만 쓰인다.
‘옰’처럼 혼자 소리낼 때에는 ㄹ 소리만 나지만 ㅇ이 뒤에 올 때에는 ㅆ 소리가 나는 어근의 받침으로 쓰인다.
- 옰을 → [올쓸]
- 옰이 → [올씨]

현대 한국어에서는 ‘곬’, ‘물곬’, ‘옰’, ‘외곬’, ‘통곬’로 5 단어, 2 글자(곬, 옰)에 쓰인다. 현대 문화어에서는 여기에 '돐'까지 추가하여 여섯 낱말을 쓴다. ‘읊다’, ‘읊조리다’로만 쓰이는 ㄿ보다도 사용 빈도가 적다.

### 코드 값
| 종류                  | 종류           | 글자 | 유니코드 | HTML     |
| --------------------- | -------------- | ---- | -------- | -------- |
| 한글 호환 자모        | 한글 호환 자모 | ㄽ   | U+313D   | &#12605; |
| 한글 자모 영역        | 첫소리         | ꥬᅠ   | U+A96C   | &#43372; |
| 한글 자모 영역        | 끝소리         | ᅟᅠᆳ   | U+11B3   | &#4531;  |
| 한양 사용자 정의 영역 | 첫소리         |   | U+F7A3   | &#63395; |
| 한양 사용자 정의 영역 | 끝소리         |   | U+F89F   | &#63647; |
| 반각                  | 반각           | ﾭ    | U+FFAD   | &#65453; |

## 정보
| 자명 | 리을시옷（남） 리을시읏（북）                                                                                             |
| 발음 | 어중 : [ ɭˀs ], 어말 : [ ɭ ], 어중 구개음화 : [ ɭˀsʲ ]（남） 어중 : [ lˀs ], 어말 : [ l ], 어중 구개음화 : [ lˀsʲ ]（북） |
| 이음 | 후행 자음이 평음일 경우 평음이 경음으로 된다.                                                                             |